# Andenne
Andenne (wa. Andène) – miasto w Belgii, w Regionie Walońskim, w prowincji Namur, w okręgu Namur. 1 stycznia 2024 roku liczyło 28 187 mieszkańców.

## Podział administracyjny
W skład miasta wchodzi dziewięć dzielnic (section):
- Bonneville
- Coutisse
- Landenne
- Maizeret
- Namêche
- Sclayn
- Seilles
- Thon-Samson
- Vezin

## Współpraca
Miejscowości partnerskie:
- Bergheim, Niemcy
- Chauny, Francja
- Mottafollone, Włochy